# Celindof
Celindof (njemački: Zillingtal, mađarski: Völgyfalva) je naselje i općina u austrijskoj saveznoj državi Gradišće, administrativno pripada Kotaru Željezno-okolica. 

## Stanovništvo
Celindof prema podacima iz 2011. godine ima 916 stanovnika. 1910. godine je imao 972 stanovnika većinom Hrvata.

## Poznate osobe
- Juraj Damšić
- Bogomir Palković

## Vanjske poveznice
- Internet stranica naselja